# LV Большой Медведицы
LV Большой Медведицы (лат. LV Ursae Majoris) — одиночная переменная звезда в созвездии Большой Медведицы на расстоянии приблизительно 1567 световых лет (около 481 парсека) от Солнца. Видимая звёздная величина звезды — от +10,73m до +10,7m.

## Характеристики
LV Большой Медведицы — пульсирующая переменная звезда типа Дельты Щита (DSCTC:).